# Holomycota
Holomycota este un grup care conține nucleariidele și fungii. Alt nume pentru acest grup este „Nucletmycea”.